# Ed - Un campione per amico
Ed - Un campione per amico (Ed) è un film del 1996 diretto da Bill Couturiè interpretato da Matt LeBlanc.

## Trama
Jack "Deuce" Cooper è un lanciatore di baseball di talento, di origini umili, che non ha dimostrato ancora tutte le proprie potenzialità. Deuce diventa amico di uno scimpanzé, Ed, che originariamente era la mascotte della sua squadra e che successivamente si rivelerà essere un vero campione di baseball, portando alla vittoria la sua squadra e facendo esprimere definitivamente le qualità di Deuce.

## Accoglienza
Il film ha ricevuto giudizi prevalentemente negativi ed è stata una delusione al botteghino.
Ha ricevuto tre nomination ai Razzie Awards per peggior film, peggior sceneggiatura, e per la peggior coppia dello schermo.

## Distribuzione
Uscito il 15 marzo 1996 negli Stati Uniti e nel gennaio del 1997 nel Regno Unito e in Australia, direttamente in VHS.